# Wapen van Driewegen

Wapen van Driewegen

Het wapen van Driewegen werd op 31 juli 1817 bevestigd door de Hoge Raad van Adel aan de Zeeuwse gemeente Driewegen. Per 1970 ging Driewegen op in de gemeente  Borsele. Het wapen van Driewegen is daardoor definitief komen te vervallen als gemeentewapen.

## Blazoenering
De blazoenering van het wapen luidde als volgt:
In zilver 3 dwarsbalken van keel
De heraldische kleuren zijn zilver (wit) en keel (rood). Het schild is gedekt met een markiezenkroon. In het register van de Hoge Raad van Adel wordt geen beschrijving gegeven van het wapen, slechts een afbeelding..

## Verklaring
Als men in de drie balken de drie wegen ziet waaraan het dorp is ontstaan, kan men hier spreken van een sprekend wapen. Het wapen werd ook gevoerd door het 16e-eeuwse geslacht Van Everingen Van Driewegen, maar soms gedwarsbalkt van zes stukken. In de Nieuwe Cronyk van Zeeland van Smallengange komt een gevierendeeld wapen voor met in twee delen het huidige wapen en in de andere delen in zilver drie vijfbladerige gesteelde bloemen van keel. Dit is het wapen van het verdwenen Coudorpe.